# Blåbandat ordensfly
Blåbandat ordensfly (Catocala fraxini) är en fjärilsart som beskrevs av Carl von Linné 1758. Blåbandat ordensfly ingår i släktet Catocala och familjen nattflyn. Arten är reproducerande i Sverige. Inga underarter finns listade i Catalogue of Life.

## Bildgalleri

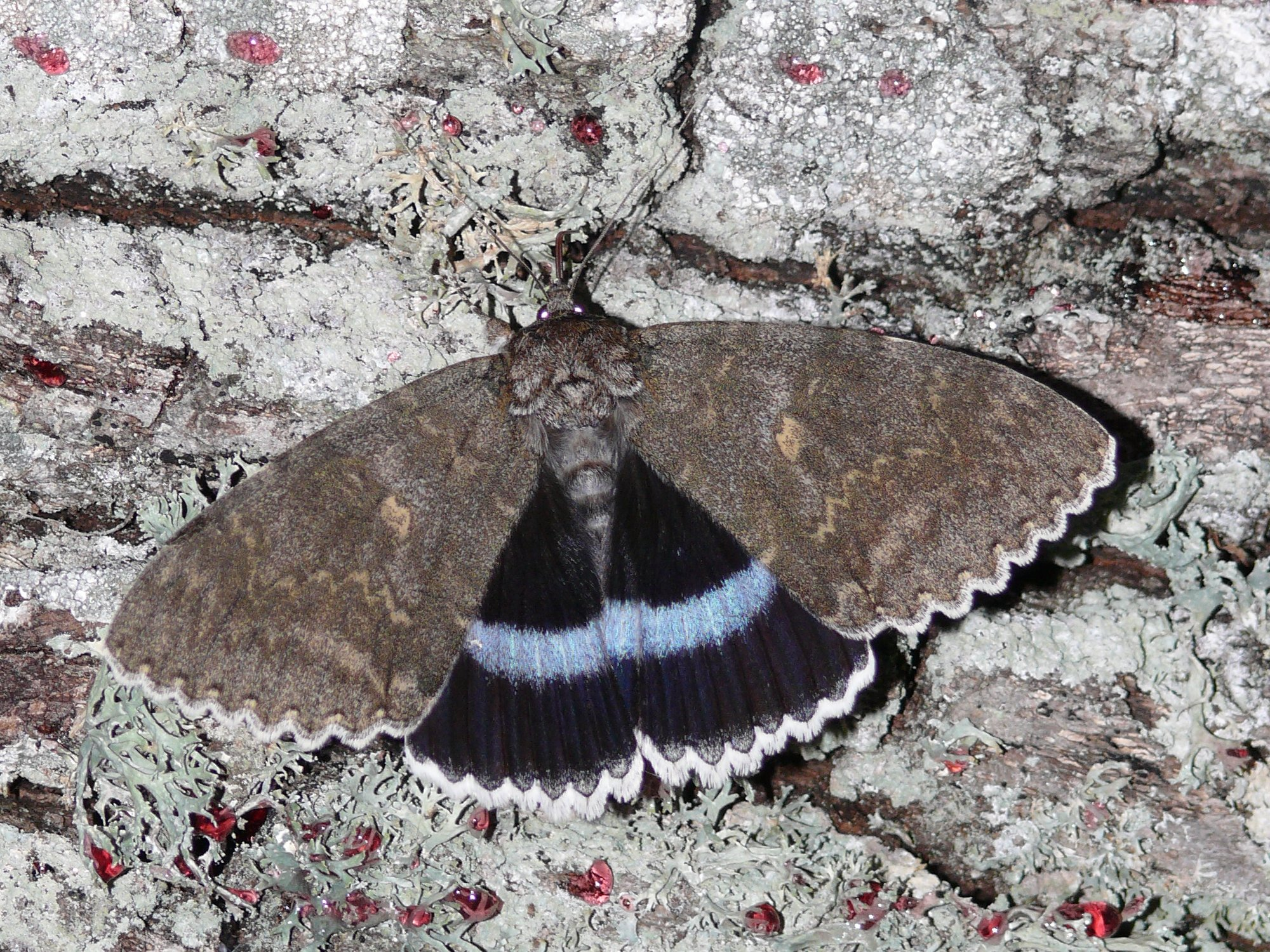
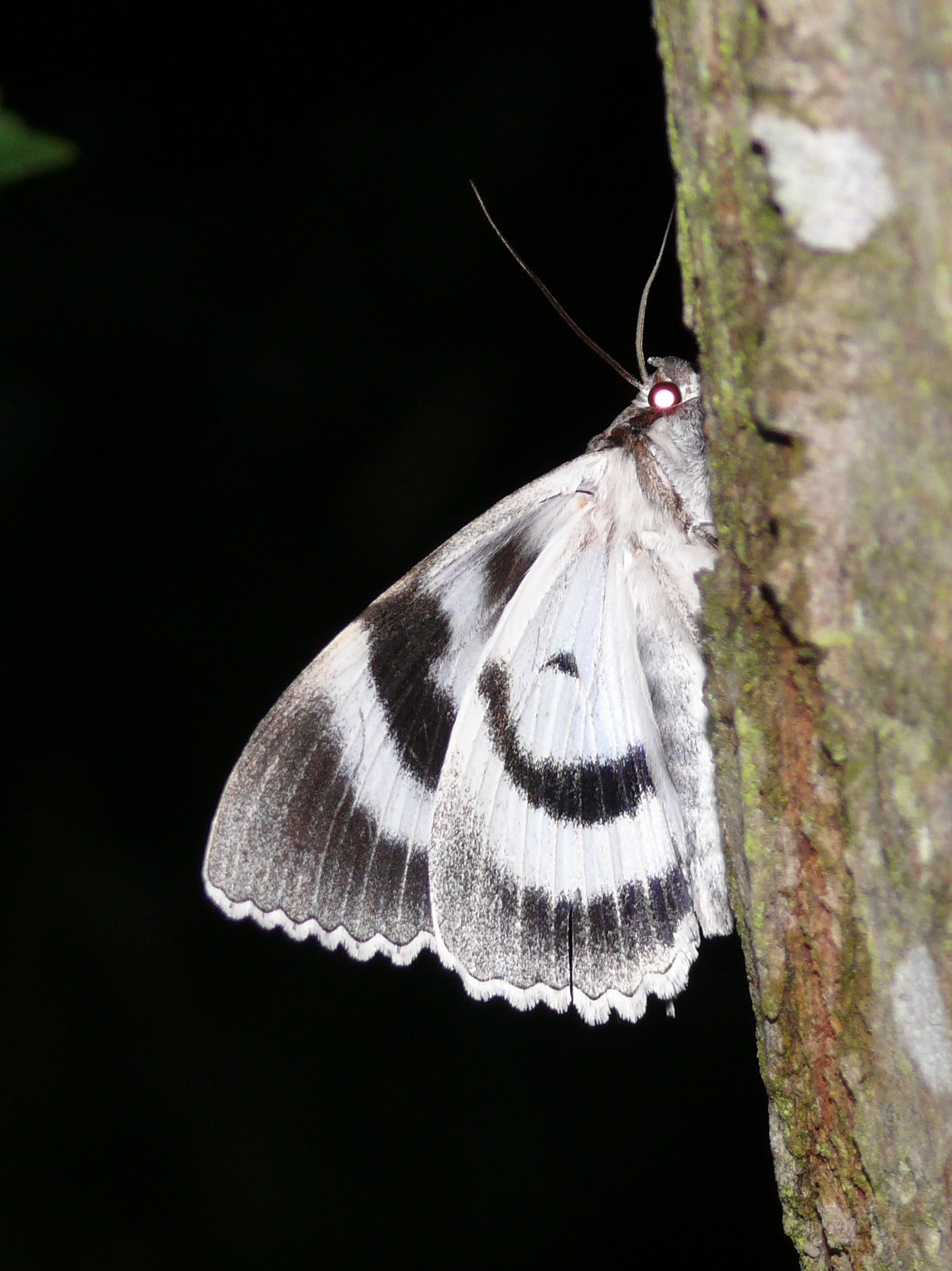
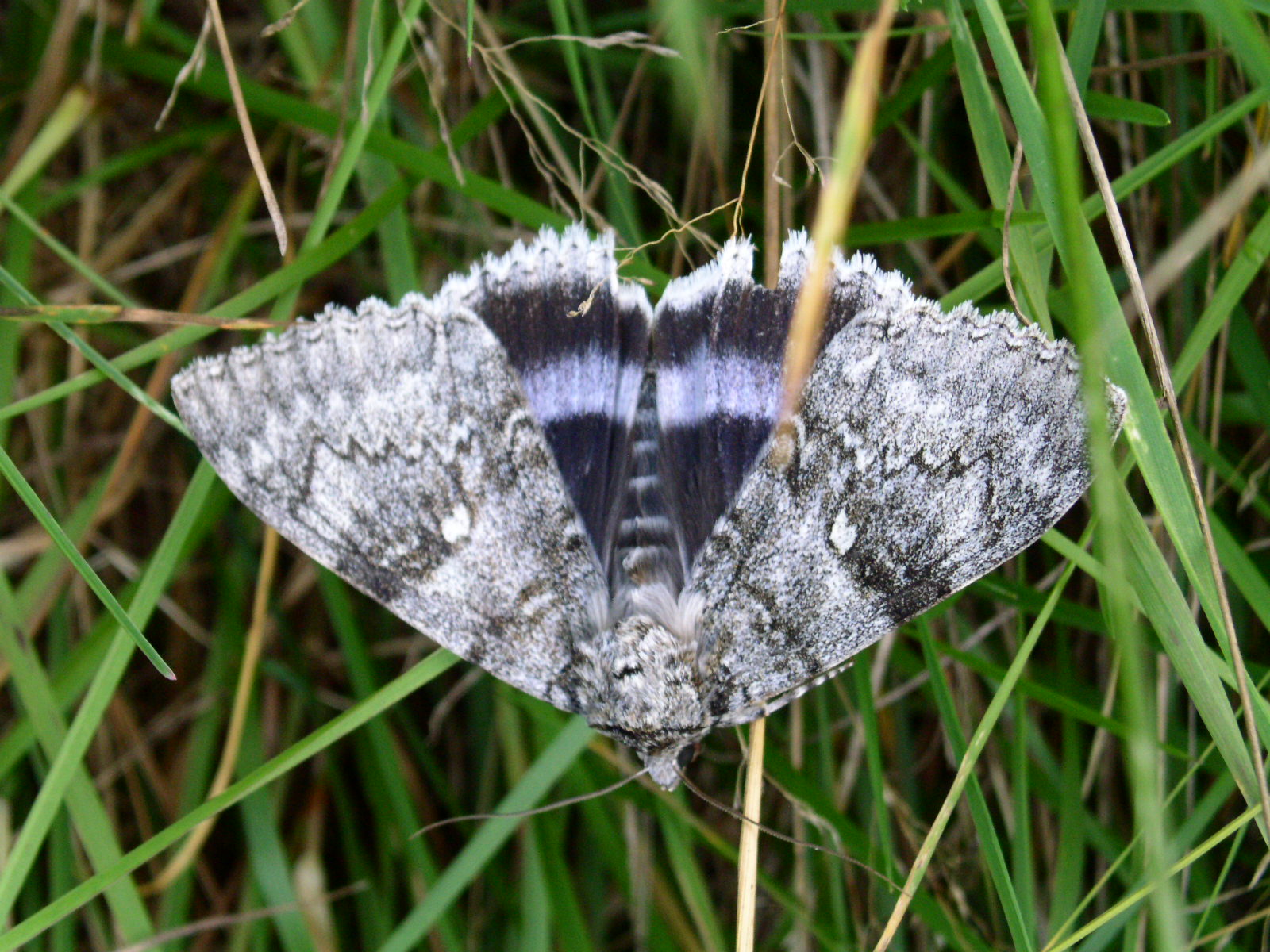
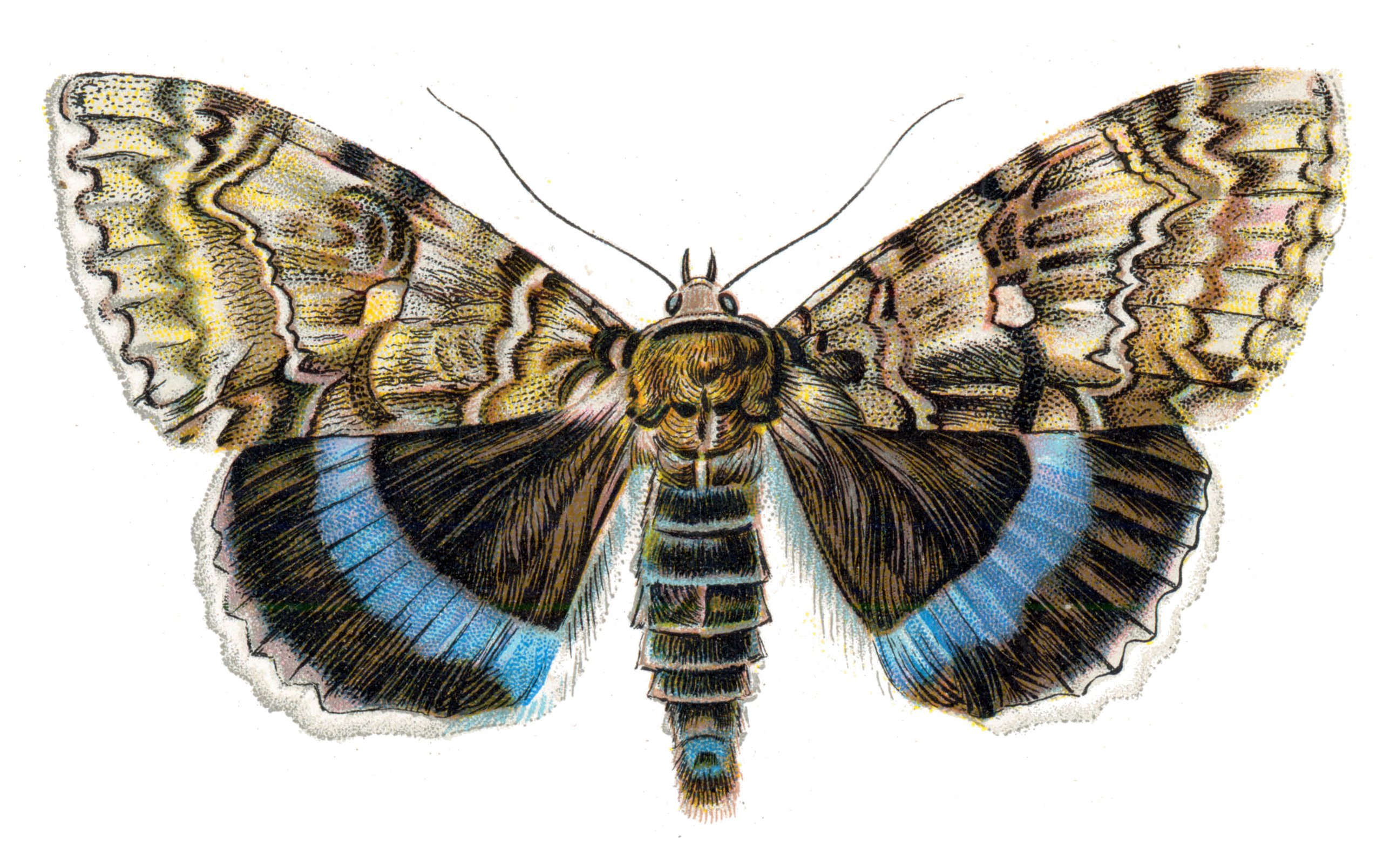
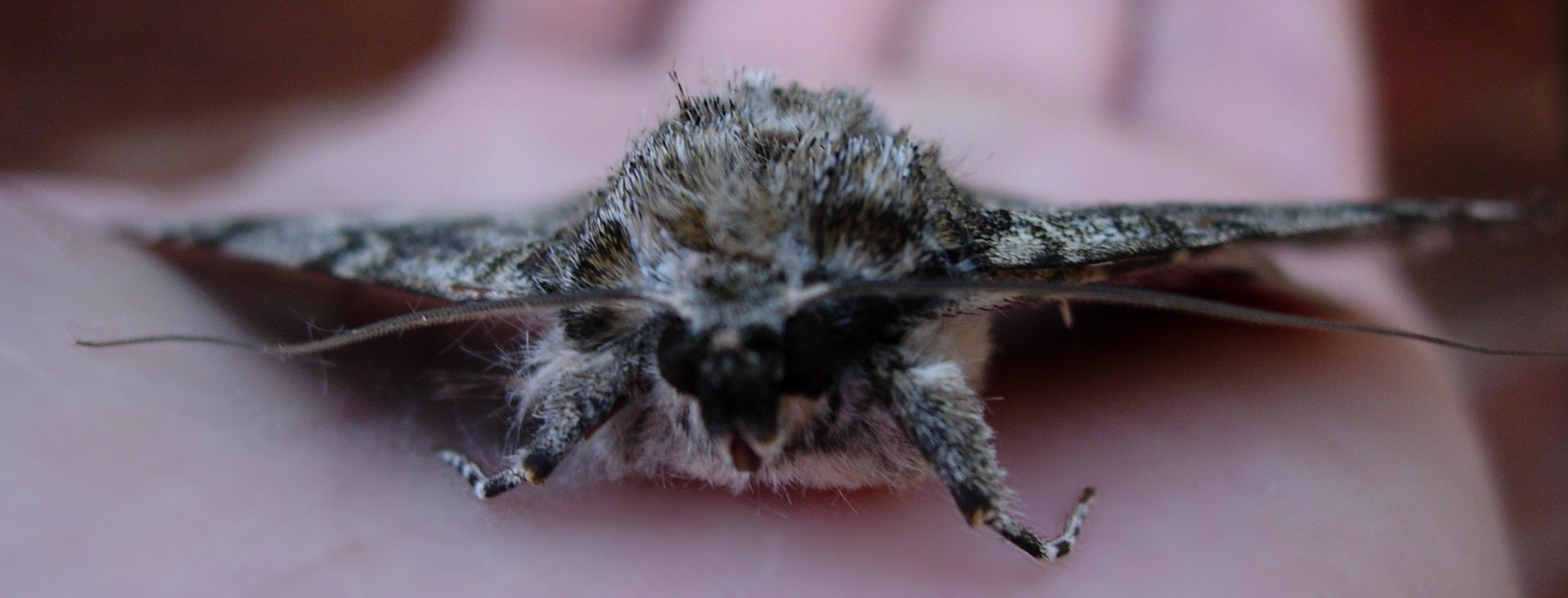
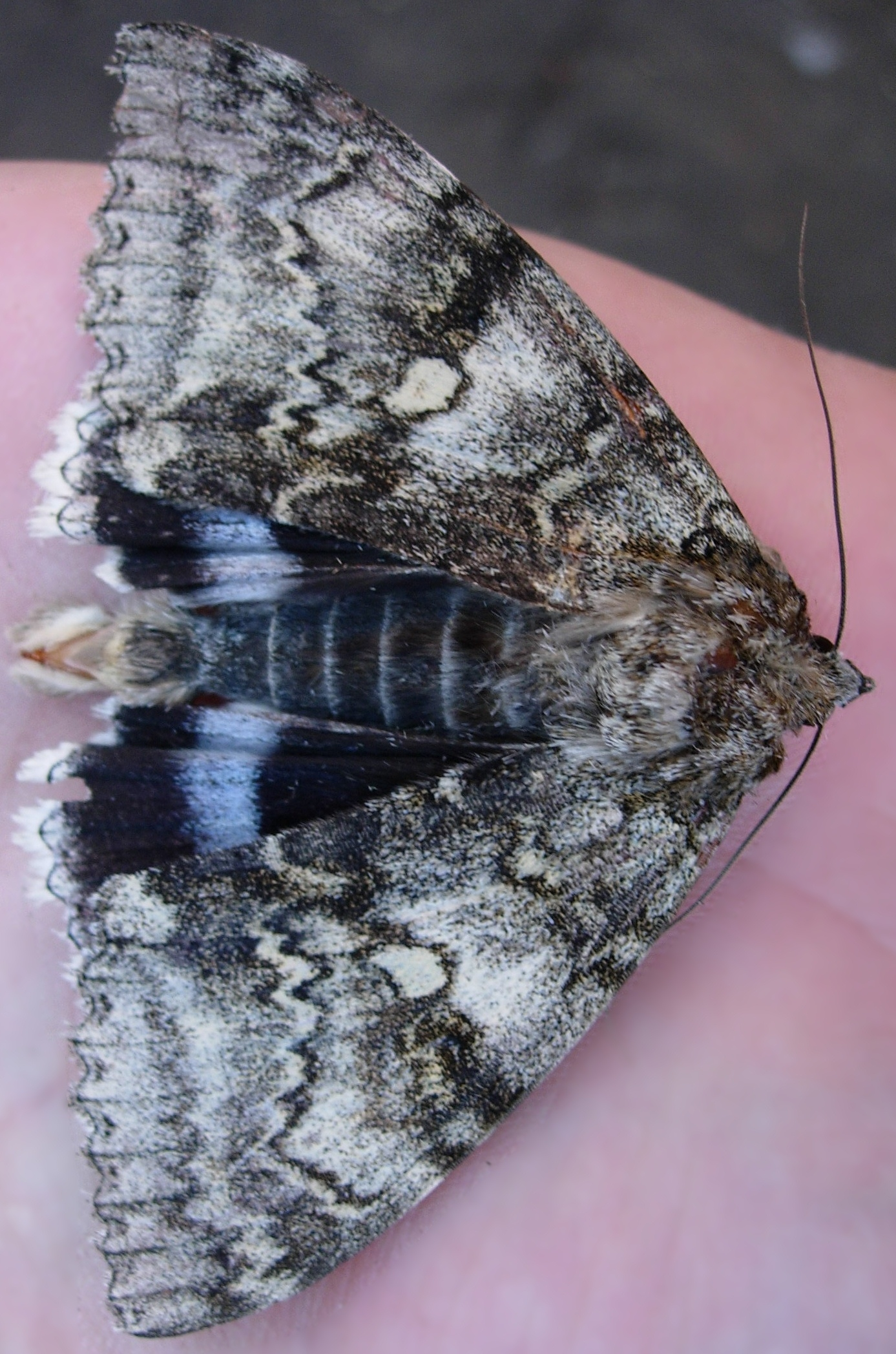